# Chicago Bulls 1977-1978
La stagione 1977-78 dei Chicago Bulls fu la 12ª nella NBA per la franchigia.
I Chicago Bulls arrivarono terzi nella Midwest Division della Western Conference con un record di 40-42, non qualificandosi per i play-off.

## Roster
| N°    | Naz.                   | Ruolo | Sportivo          | Anno | Alt. | Peso |
| ----- | ---------------------- | ----- | ----------------- | ---- | ---- | ---- |
| 2     | Stati Uniti (bandiera) | G     | Norm Van Lier     | 1947 | 185  | 78   |
| 8     | Stati Uniti (bandiera) | A     | Mickey Johnson    | 1952 | 208  | 86   |
| 10-41 | Stati Uniti (bandiera) | A     | Steve Sheppard    | 1954 | 198  | 98   |
| 12    | Stati Uniti (bandiera) | G     | Wilbur Holland    | 1951 | 183  | 79   |
| 13    | Stati Uniti (bandiera) | A     | Nick Weatherspoon | 1950 | 201  | 88   |
| 14    | Stati Uniti (bandiera) | G     | Tate Armstrong    | 1955 | 191  | 79   |
| 15    | Stati Uniti (bandiera) | G     | John Mengelt      | 1949 | 188  | 88   |
| 18    | Stati Uniti (bandiera) | C     | Tom Boerwinkle    | 1945 | 213  | 120  |
| 32    | Stati Uniti (bandiera) | GA    | Cazzie Russell    | 1944 | 196  | 99   |
| 34    | Stati Uniti (bandiera) | AC    | Jim Ard           | 1948 | 203  | 98   |
| 35    | Stati Uniti (bandiera) | G     | Glenn Hansen      | 1952 | 193  | 93   |
| 40    | Stati Uniti (bandiera) | A     | Derrek Dickey     | 1951 | 201  | 99   |
| 41    | Stati Uniti (bandiera) | AC    | Cliff Pondexter   | 1954 | 206  | 106  |
| 42    | Stati Uniti (bandiera) | A     | Scott May         | 1954 | 201  | 98   |
| 53    | Stati Uniti (bandiera) | C     | Artis Gilmore     | 1949 | 218  | 109  |
| 54    | Stati Uniti (bandiera) | AC    | Mark Landsberger  | 1955 | 203  | 98   |

## Staff tecnico
- Allenatore: Ed Badger
- Vice-allenatori Bumper Tormohlen, Jerry Sloan
- Preparatore atletico: Doug Atkinson